# ひととき融資
ひととき融資（ひとときゆうし）とは、一時的な性行為を条件に金銭を貸し付ける個人間融資。

## 概要
SNSやネット掲示板等のインターネットサイトを通じて「個人間融資で金を借りたい者による投稿が出ている中で、サイトの文字検索をしていた貸したい男が個人間融資で金を借りたい投稿の存在を知り、投稿相手が女性だと判明する」「個人間融資で金を貸したい男性による投稿が出ている中で、サイトの文字検索をしていた借りたい女性が個人間融資で金を貸したい投稿の存在を知る」という経緯で二人が知り合い、融資条件について個別にやり取りをする。やり取りの過程で男性は女性に金を融資する。返済になった段階で男性は女性に対して「性行為をしないと利息が追加」「性行為をすれば利息をまける」として性行為を迫る事例が多い（融資の約束の段階で性行為を条件にする事例もある）。なお、男性は融資をする前に女性の顔写真が写っている運転免許証等の身分証明書等を多機能携帯電話（スマートフォン）で男性が撮影するか女性側が撮影して男側に送信で送らせる等して、男性の側が女性の顔写真や本名や生年月日や住所等の個人情報を把握しておくようにしている。中には融資前に顔写真付きの身分証明書だけでなく、男性が女性の裸の写真を撮影するか、女性側が自らの裸写真を自撮りして男側にスマートフォンで送らせる等し、男側が女性の裸画像を保管することで女性に対して優位に立とうとする事例もある。個人間融資において男性が女性のオナニー動画やヌード画像等を担保にすることを中国のネット社会では裸貨と呼ばれており、日本でも同様のことが行われているとして日本の雑誌でも紹介されたことがある。
言葉の由来は「性行為でひとときの時間を過ごすから」「人（人）・と（-）・き（木）を組み合わせた『体』と引きかえに借りるから」とされている。
「ひととき融資」は複数の人に繰り返し金を貸している場合、貸金業というビジネスにあたると判断されれば、貸す側は国や都道府県への貸金業としての登録が必要であるが、個人で行っているひととき融資はほぼ例外なく貸金業の登録は行っていないため、貸金業法違反の無登録営業となる。また、法定金利を超えて貸している場合は、出資法違反の利息制限違反となる。なお、売春防止法における売春については、性交の相手が不特定ではなく、ある程度特定できる間柄であるとして抵触しないとされている。
また「ひととき融資」が民法第90条の規定により不法行為かつ公序良俗に違反するとされた場合は融資契約が無効となり、さらに民法第708条の規定により融資金額の返還を求めることもできなくなる。
2019年5月から6月にかけて大阪府の千早赤阪村の30代男性職員が「ひととき融資」に絡んで逮捕されたことで広く知られるようになった。
女性が借りた金を返さないまま連絡を絶って逃亡すると、金を貸した男性は誰でも閲覧可能なSNSやネット掲示板等において金を借りた女性たちについて顔写真付きの身分証明書等を投稿する形で実名を含めた様々な個人情報をネットで投稿する形で流出させて女性を追い込む者もいる。
闇金融業者が関わっている例もあり、女性が個人から借りたと思い込んでいるうちに個人情報等が他の業者に悪用される例もある。
「ひととき融資」に応じる女性は多重債務者のために消費者金融から借りられない「ブラック」の女性もいるが、ホスト遊びや投資の失敗で借金を作ったが正規の業者から借りて家族に発覚することを恐れて援助交際のノリで個人間融資である「ひととき融資」に応じる「ホワイト」な女性もいるとされる。
女性からしてみれば金が必要だったり、借金した後ろめたさから性的関係を強いられても声を上げることができずに泣き寝入りをする事例も少なくないとされる。